# Lee Ae-ran

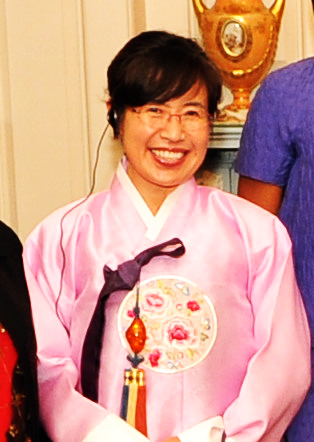
Lee Ae-ran (2010)

Lee Ae-ran (* 1964 in Pjöngjang, Nordkorea) ist eine koreanische Aktivistin und Politikerin. Für ihr Engagement wurde sie 2010 mit dem „International Women of Courage Award“ (IWOC) des Außenministeriums der Vereinigten Staaten ausgezeichnet.

## Leben
Lee Ae-ran wurde 1964 im nordkoreanischen Pjöngjang geboren. Im Alter von 11 Jahren wurde sie mit ihrer Familie von der nordkoreanischen Regierung als „schlechtes Element“ eingestuft in ein Arbeitslager geschickt. Der Grund war die Flucht ihrer christlichen Großeltern nach Südkorea. Lee verbrachte acht Jahre als Gefangene und erlebte Missbrauch, schreckliche Lebensumstände und Hunger als Strafe für die „Verbrechen“ ihrer Großeltern. Nach ihrer Freilassung absolvierte sie nach einem Politikwechsel die höhere Schule und hatte eine Leitungsaufgabe im Bereich Lebensmittelhygiene in einer staatlichen Organisation für Wissenschaft und Technologie. Nachdem 1997 ein Verwandter in den Vereinigten Staaten ein Buch veröffentlicht hatte, die ihren Vater in die Nähe regimekritischer Aktivitäten gegen Kim Il-Sung stellte, floh Lee nach Südkorea, um eine erneute Inhaftierung zu vermeiden. Sie konnte ihren vier Monate alten kleinen Sohn und andere Familienmitglieder mitnehmen, musste jedoch ihren Ehemann, einen Arzt, zurücklassen. Die dreimonatige Flucht erfolgte im Herbst 1997 über die Volksrepublik China  und Vietnam.
Lee wurde 2008 die erste nordkoreanische Überläuferin, die für die Nationalversammlung der Republik Korea kandidierte, und im folgenden Jahr die erste Überläuferin, die an der Ewha Womans University promoviert wurde. Sie wurde von ihrer Partei an vierter und letzter Stelle nominiert, aber ihre Partei scheiterte am Wahlsystem. Um anderen Flüchtlingen auf ihrem Berufsweg zu helfen, gründete Lee verschiedene Organisationen. Von 2005 bis 2010 vergab das „Global Leadership Scholarship Program“ Stipendien an mehr als tausend nordkoreanische Studenten, um ihnen die Englischkenntnisse zu vermitteln, die für den Erfolg an südkoreanischen Hochschulen und Universitäten unerlässlich sind. Im Januar 2009 gründete sie die „Hana Defector Women's Organization“, eine Nichtregierungsorganisation (NGO) mit mehr als 200 Mitgliedern, die sich für das Recht nordkoreanischer Frauen in Südkorea auf Bildung und Berufsausbildung einsetzt. Die Organisation bietet unter anderem Kinderbetreuung, Bildungsbeihilfen und Informationen über Menschenrechte. Im folgenden Jahr eröffnete Lee das „North Korea Traditional Culinary and Culture Institute“, das Nordkoreanerinnen praktische und unternehmerische Kenntnisse zur Führung gastronomischer Betriebe vermittelt. Danach gründete Lee, ein nordkoreanisches Restaurant in Seoul, das sie leitet.

## Ehrung
Im Jahr 2010 erhielt Lee Ae-ran als erste und bisher einzige Koreanerin den „International Women of Courage Award“. Der Preis wurde am 10. März 2010 durch Hillary Clinton und Michelle Obama verliehen.